# Turdus olivaceus
Turdus olivaceus là một loài chim trong họ Turdidae.
Loài này hiện diện ở vùng cao nguyên phía đông châu Phi từ Eritrea và Ethiopia ở phía bắc đến Mũi Hảo Vọng ở phía nam. Nó là một loài chim sinh sống ở rừng và vùng cây gỗ, nhưng đã ở địa phương thích nghi với công viên và các khu vườn lớn ở các khu vực ngoại thành.
Loài này có thể đạt chiều dài 24 cm và khối lượng ít nhất 101 gram. Đuôi và phần lưng có màu nâu ô-liu mờ. Bụng có màu trắng và phần còn lại của các phần dưới có màu cam. Cổ họng có những đốm trắng. Loài chim này có thể được tìm thấy trong các khu rừng thường xanh, công viên, và các khu vườn. Chế độ ăn bao gồm giun đất, côn trùng, ốc sên, hoa quả, và nhện.